# Lijst van burgemeesters van Dantumadeel
Dit is een lijst van burgemeesters van de Nederlandse gemeente Dantumadeel in de provincie Friesland.
| Ambtsperiode | Naam burgemeester                      | Partij of stroming | Bijzonderheden                                                   |
| ------------ | -------------------------------------- | ------------------ | ---------------------------------------------------------------- |
| 1851 - 1876  | Douwe Jan Vincent van Sytzama          |                    | sinds 1846 al grietman van Dantumadeel                           |
| 1876 - 1880  | Jhr. Hubert Herman Adriaan Jan de Geer |                    | was burgemeester van IJlst, werd burgemeester van Doorn en Maarn |
| 1880 - 1915  | Claas Wieringa                         |                    |                                                                  |
| 1915 - 1939  | Ties Nauta                             |                    |                                                                  |
| 1939 - 1945  | Hidde Frankena                         |                    |                                                                  |
| 1945 - 1965  | Pieter Taekes van der Herberg          | ARP                | tot juli '46 waarnemend                                          |
| 1965 - 1971  | Ruurd Faber                            | ARP                |                                                                  |
| 1971 - 1983  | Ebele Talstra                          | ARP/CDA            |                                                                  |
| 1983 - 1989  | Jaap Maris                             | CDA                |                                                                  |
| 1989 - 1995  | Bartele Vries                          | CDA                |                                                                  |
| 1996 - 2004  | Jan Lukas Eggens                       | CDA                |                                                                  |
| 2004 - 2014  | Arie Aalberts                          | CDA                |                                                                  |
| 2014 - 2017  | Sicko Heldoorn                         | PvdA               | Waarnemend                                                       |
| 2017 - 2024  | Klaas Agricola                         | partijloos         |                                                                  |
| 2024 - heden | Anja Haga                              | CU                 | Waarnemend                                                       |

Zie voor de voorgangers van de burgemeesters de lijst van grietmannen van Dantumadeel.